# مارك تايلور (سباح)
مارك تايلور (بالإنجليزية: Mark Taylor)‏ (مواليد 24 سبتمبر 1960) هو سبّاح من المملكة المتحدة، مثّل بلاده في الألعاب الأولمبية الصيفية 1980.

## روابط خارجية
مارك تايلور على موقع أوليمبيديا (الإنجليزية)
- مارك تايلور على موقع اللجنة الأولمبية البريطانية (الإنجليزية)